# Шошони
Шошони су северноамерички староседеоци из групе нумичких (плато шошонских) народа настањених у Великом басену, која припада јутоастечкој породици народа. Шошони се дели на три групе племена, а то су: Западни Шошони, Северни Шошони и Источни или Винд Ривер Шошони. Западни Шошони су насељавали подручје источне и североисточне Неваде, северне и западне Јуте, крајњи југоисток Ајдаха и подручје Панаминта у Калифорнији. Северни Шошони (укључујући и племе Леми Шошони) су се налазили у средишњем и јужном Ајдаху, источном Орегону, у граничном подручју северозападног Вајоминга са Ајдахом и југозападном Вајомингу. Источни Шошони су живели у Вајомингу и на тромеђи Вајоминга, Јуте и Ајдаха. 
Шошони заједно са Команчима и Тимбишама припадају групи Прави Шошони (Централни Нумици), чији језици чине скупину јутоастечких језика познату као централнонумички језици. Тимбише или Панаминти су живели на подручју калифорнијског Панаминта. На крају, Команчи су живели у западном Тексасу. 
Главне групе Шошона су Западни, Северни и Винд Ривер (Источни), које се даље деле на низ локалних скупина. Команчи су по пореклу Винд Ривер Шошони од којих су се одвојили. Панаминти (уз Команче) још су једна група која живи дуго времена одвојена од матичне шошонске заједнице, односно Шошона. Индијанци Вебер Јути, не припадају Јутима, већ су добили погрешно име, и припадају правим Шошонима. Централнонумички језици заједно са јужнонумичким и западнонумичким чине групу нумичких (шошонских) језика, која је пре означавана именом платошошонски.
Широј групи нумичког становништва, то јест платошошонским народима, припадају народи Јути и њихове локалне групе, надаље Чимеуеви, Јужни Пајути, Северни Пајути, Банок, Каваису, Овенс Воли Пајути (Источни Моно) и Моно (Западни Моно), али нису део шошонског народа, него припадају платошошонској (нумичкој) групи народа.

## Име
Значење имена Шошони није познато, и вероватно је настало од неког страног назива. Чест назив Снејк (Змијски Индијанци) које им се даје, углавном се односи на њихове скупине Јахускин и Валпапи из Орегона.

## Култура
Велики део Великог басена је сува пустиња, прилично непогодна за живот. Шуме борова могу се наћи тек у планинама или у близини потока и језера. Клима је лети сува и врућа, и екстремно хладна зими. Цели басен окружен је планинским венцима. На источним границама протежу се Стеновите планине и Сијера Невада на западу. Плато Колорада чини му јужну границу док се на северу налази Плато Колумбија. Планине које на истоку и западу окружују велики басен не погодују продору кишних облака који на њима оставе сву кишу, истовремено је испаравање у басену веома високо, годишње падавине износе 5,1–51 л/цм. годишње. Шошони су ипак овде опстали. 
У веома негостољубивом подручју Великог басена Индијанци су морали највише времена проводити у потрази за храном. Извори су били веома шкрти, змије, разни инсекти и опасни пауци, те ретко растиње били су им сав избор. Породице Западних Шошона живеле су на најшкртијем тлу, организација је била ограничена на неколико сродних породица, које су љубоморно чувале своје изворе хране. Кретали су се пешице. Њихови домови су били ветробрани од грања преко лета, или купасте колибице вигвами преко зиме. Одећа Западних Шошона је оскудна, и много сиромашнија него код Северних и Винд Ривер (Источних) Шошона, који су на избор имали прерију, бизона и коње.

## Шошони данас
Прави Шошони данас живе по бројним маленим резерватима у Невади (Западни Шошони), Јути (Гошјути), Ајдаху (Северни Шошони, Леми; 9.400, 2000. год), Вајомингу (Винд Ривер или Источни) и Калифорнији (Панаминт; 100, 2000. год), те Команчи у Оклахоми (7.000, 2000. год)